# Талыбова, Хавер Ага кызы
Хавер Ага кызы Талыбова (азерб. Xavər Ağa qızı Talıbova; 10 марта 1924, Ленкоранский уезд — 31 декабря 1995, Ленкоранский район) — советский азербайджанский организатор сельского хозяйства, Герой Социалистического Труда (1966).

## Биография
Родилась 10 марта 1924 года в селе Холмили Ленкоранского уезда Азербайджанской ССР (ныне село в Ленкоранском районе).
Окончила Ленкоранский сельскохозяйственный техникум и Азербайджанский сельскохозяйственный институт.
С 1938 года — рабочая, с 1941 года — счетовод, с 1944 года — секретарь партийной организации колхоза имени Жданова. В 1950—1953 годах — председатель Сеидакеранского сельского совета. С 1953 года — председатель колхоза имени Жданова, с 1964 года — директор совхоза имени Жданова Ленкоранского района. За время руководства Талыбовой колхоз (а позже и совхоз) имени Жданова стал одной из самых передовых сельскохозяйственных артелей района. 
За период семилетки совхоз аод её руководством добился высоких результатов в выполнении планов по сбору овощей и чая. С 1975 по 1991 год — председатель Холмилинского сельского совета.
Указом Президиума Верховного Совета СССР от 30 апреля 1966 года за успехи, достигнутые в производства и заготовок овощей, плодов, винограда, чайного листа и табака Талыбовой Хавер Ага кызы присвоено звание Героя Социалистического Труда с вручением ордена Ленина и золотой медали «Серп и Молот».
Активно участвовала в общественной жизни Азербайджана. Член КПСС с 1944 года. Депутат Верховного Совета Азербайджанской ССР 4-го, 5-го и 6-го созывов. Делегат XXVI и XXVIII съездов КП Азербайджана.
Скончалась 31 декабря 1995 года в родном селе.

## Награды
- Золотая медаль «Серп и Молот» (30.04.1966);
- орден Ленина (30.04.1966).
- орден Знак Почёта (08.04.1971).
- Медаль «В ознаменование 100-летия со дня рождения Владимира Ильича Ленина»
- Медаль «За доблестный труд в Великой Отечественной войне 1941—1945 гг.»
- и другими